# یان کاچماریک
یان کاچماریک (لهستانی: Jan Kaczmarek؛ زادهٔ ۲۹ آوریل ۱۹۵۳) آهنگساز اهل لهستان است. وی از سال ۱۹۷۷ میلادی تاکنون مشغول فعالیت بوده‌است.
یان کاچماریک در سال ۲۰۰۴ میلادی، بابت موسیقی فیلم در جستجوی ناکجاآباد، برندهٔ جایزه اسکار بهترین موسیقی فیلم شد.

## گزیدهٔ آثار
- دره خدایان (۲۰۱۹)
- ۱۹۳۹ نبرد وسترپلاته (۲۰۱۳)
- دلیری ایرنا سندلر (۲۰۰۹)
- هاچی: داستان یک سگ (۲۰۰۹)
- پینوکیو (۲۰۰۹)
- برادران کارامازوف (۲۰۰۸)
- غروب (۲۰۰۷)
- بازدیدکننده (۲۰۰۷)
- جنگ و صلح (۲۰۰۷)
- دختری چون من: داستان گوئن آرائوخو (۲۰۰۶)
- در جستجوی ناکجاآباد (۲۰۰۴)
- بی‌وفا (۲۰۰۲)
- حدود پروردگار (۲۰۰۱)
- هوس‌های امپراتور (۲۰۰۱)
- کسوف کامل (۱۹۹۵)
- همزاد (۱۹۹۳)